# Misawa Air Base

i7
i11
i13
Die Misawa Air Base (japanisch 三沢飛行場 Misawa Hikōjō, IATA-Code: MSJ, ICAO-Code: RJSM) ist ein Luftwaffenstützpunkt der US-Luftwaffe an der Nordspitze der japanischen Hauptinsel Honshū, unmittelbar nördlich von Misawa. Sie beherbergt aber auch Einheiten des US-Heeres und der US-Marine (z. B. Naval Air Facility Misawa).
Sie wird von allen Teilstreitkräften der USA und den japanischen Luftselbstverteidigungsstreitkräften genutzt und dient auch zivilen innerjapanischen Linienflügen.
Die Basis besitzt eine Start- und Landebahn von rund 3050 Metern Länge und eine Fläche von circa 1560 Hektar. Ende 2005 arbeiteten rund 4600 US-Militärangehörige auf der Basis. Geleitet wird sie vom 35. Geschwader der 5. Luftflotte der Pacific Air Forces (PACAF). Auf der Misawa Air Base unterhält die NSA das Misawa Security Operations Center zum Betrieb des Spionageprogramms Echelon.

## Geschichte
Der Ursprung dieser Militäreinrichtung geht zurück auf ein Gestüt, das das japanische Herrscherhaus 1870 in Misawa für seine Kavallerie gründete. 1931 entstand hier ein Ausbildungszentrum der japanischen Kavallerie, bis die Kaiserlich Japanische Armee 1938 eine erste Piste baute. Die Kaiserlich Japanische Marine erweiterte den Stützpunkt ab 1939 für den Einsatz von Langstreckenbombern und übernahm ihn zum 10. Februar 1942 als Marineflugfeld. Nach der Kapitulation Japans im Zweiten Weltkrieg besetzten US-Truppen im September 1945 die Basis, nannten sie Misawa Army Air Base und begannen mit dem Wiederaufbau des durch Kriegseinwirkung fast total zerstörten Flugplatzes. Die US-Luftwaffe übernahm am 7. November 1947 seine Leitung. Ab dem 31. März 1948 konnte er wieder ohne Einschränkungen genutzt werden. Seinen heutigen Namen Misawa Air Base erhielt er am 12. November 1949.
In den nächsten Jahren stationierte die USAF Abfangjäger, Jagdbomber und Aufklärungsflugzeuge in Misawa, die zum Teil auch im Koreakrieg und im Vietnamkrieg zum Einsatz kamen. Ab Oktober 1954 nutzten auch die JASDF die Basis. Zwischen 1972 und 1985 waren hier keine Kampfflugzeuge der USA stationiert.

## Heutige Nutzung
Folgende Einheiten der Streitkräfte der beiden Nationen nutzen die Misawa Air Base heute:
- Das 35th Fighter Wing der USAF mit zwei Staffeln Kampfflugzeugen des Typs F-16C/D. Zukünftig sollen diese durch F-35A ersetzt werden.[5]
- Die 353rd Special Operatiosn Group ist ein Verband des AFSOC
- Das United States Marine Corps ist mit einer Unterstützungseinheit vertreten.
- Die JASDF betreiben hier das Hauptquartier ihrer nördlichen Luftverteidigungsstreitkräfte, das 3. Geschwader der Luftwaffe, das bereits seit 2018 mit F-35A Kampfflugzeugen[6] sowie Kawasaki T-4-Tainern ausgerüstet ist, die mit E-2-Frühwarnflugzeugen ausgerüstete 601. Staffel und das (engl.) Misawa Helicopter Airlift Squadron, das mit CH-47J ausgerüstet ist.

## Infrastruktur
Auf dem Gelände befand sich bis 2014 eine Wullenweber-Kreisantennenanlage des Typs AN/FRD-9 und immer noch zahlreiche Radome.